# Bodinayakanur
Bodinayakanur (en tamoul : போடிநாயக்கனூர் ; orthographié également Bodinayakkanur, autrefois Bodinaiknoor) ou Bodi, est une ville indienne située dans le district de Theni de l'État du Tamil Nadu. La localité est installée au pied des Ghats occidentaux, dans la vallée de Cumbum (ou Kambam), non loin des rives du Kottagudi. Bodinayakanur est le fief d'une dynastie de zamindars d'origine télougoue, qui y règnerait depuis le XIVe siècle et qui s'illustra auprès des Nayaks de Madurai.
Bodinayakanur retient de son passé zamindari un petit palais situé en centre-ville, bâti au XIXe siècle et remarqué pour ses vastes et riches peintures murales inspirées notamment du Ramayana,.
Bodinayakanur est situé sur la route nationale NH85, entre Madurai et Cochin via Theni et Munnar. La ville est une place marchande qui profite de l'affluence des produits de plantations, issus des Monts des Cardamomes et des Monts Anamalai tout proches. C'est aussi un terminus ferroviaire situé sur la ligne ferroviaire Madurai-Bodinayakanur, à la desserte limitée mais régulière avec Madurai et Madras (Chennai Central). En tant que terminus ferroviaire, la gare de Bodinayakanur couvre une zone de desserte assez large, incluant notamment le district montagneux keralais d'Idukki (Munnar, Kumily) et toute la vallée de Cumbum.
Cette localité est connue pour avoir été la première circonscription législative de Jayalalithaa, la célèbre ministre en chef du Tamil Nadu et dirigeante du parti de l'AIADMK (All India Anna Dravida Munnetra Kazhagam).